# Bythocaris gorei
Bythocaris gorei is een garnalensoort uit de familie van de Hippolytidae. De wetenschappelijke naam van de soort is voor het eerst geldig gepubliceerd in 1989 door Abele & Martin.